# فیلیپ ای. هارت
فیلیپ آلویسیوس هارت (به انگلیسی: Philip Aloysius Hart) سناتور سابق عضو حزب دموکرات ایالات متحده آمریکا بود. وی در سال ۱۹۵۹ تا ۱۹۷۶ میلادی سناتور ایالت میشیگان در سنای ایالات متحده آمریکا بود.